# 延边职业技术学院
延边职业技术学院（中国朝鲜语：／）是一所位于吉林省延边朝鲜族自治州延吉市朝阳川西部新城的三年制职业技术学院，教育部1+X证书制度试点院校、吉林省高职院校品牌专业建设院校。该校2011年由原延边黎明农民大学与延边职工大学、延边财经学校、延边工业学校四所学校合并而建。